# Congregatie voor de Oosterse Kerken
De Congregatie voor de Oosterse Kerken was een congregatie van de Romeinse Curie.
Op 1 mei 1917 werd de Heilige Congregatie voor de Oosterse Kerken ingesteld. Deze congregatie was bevoegd voor alles wat betrekking had op de oosters-katholieke kerken, die in totaal vijf erkende oosters-katholieke riten gebruiken, samen goed voor elf miljoen gelovigen. Vele van die kerken werden tijdens het communistische regime vervolgd en hebben zware offers gebracht om te overleven. Intussen hebben ze het niet altijd gemakkelijk om hun plaats te bepalen en ook de verhoudingen met de orthodoxe kerken zijn in meerdere landen een gevoelig punt.
Van 1917 tot 1967 was de zittende paus tevens prefect van de congregatie, waarbij de dagelijkse gang van zaken geleid werd door een kardinaal-secretaris. In 1984 werd de congregatie henoemd in congregatie voor de Oosterse Kerken.
Op 5 juni 2022 werd bij de invoering van de apostolische constitutie Praedicate Evangelium de structuur van de Romeinse Curie gewijzigd. De congregatie werd vanaf die datum voortgezet onder de naam dicasterie voor de Oosterse Kerken.